# Reichenbach im Vogtland
Reichenbach im Vogtland (vogtländisch Reignbach) ist eine Große Kreisstadt mit 19.797 Einwohnern (Stand 31. Dezember 2024) im sächsischen Vogtlandkreis.

## Geographie

### Geographische Lage
Die Stadt liegt in Südwestsachsen, etwa 18 km von Plauen und 19 km von Zwickau entfernt. Der Ort auf rund 380 m liegt im sächsischen Teil des Vogtlandes. Durch den heutigen Stadtteil Mylau, der früher eine eigene Stadt war, fließt die Göltzsch. Die vergleichbar große Stadt Greiz, im thüringischen Vogtland gelegen, befindet sich nur rund 5 km nordwestlich.

### Nachbargemeinden
| Stadt Greiz im Landkreis Greiz    | Gemeinde Mohlsdorf-Teichwolframsdorf im Landkreis Greiz | Gemeinde Neumark im Vogtlandkreis          |
| Stadt Netzschkau im Vogtlandkreis | Kompassrose, die auf Nachbargemeinden zeigt             | Gemeinde Heinsdorfergrund im Vogtlandkreis |
| Gemeinde Limbach im Vogtlandkreis | Stadt Lengenfeld im Vogtlandkreis                       |                                            |

### Stadtgliederung
Zu Reichenbach gehören die Ortsteile Brunn, Cunsdorf, Friesen, Mylau, Obermylau, Oberreichenbach, Rotschau und Schneidenbach. Seit dem Jahr 2000 besteht die Verwaltungsgemeinschaft Reichenbach im Vogtland, der Reichenbach und Heinsdorfergrund angehören.

## Geschichte

### Hohes und spätes Mittelalter

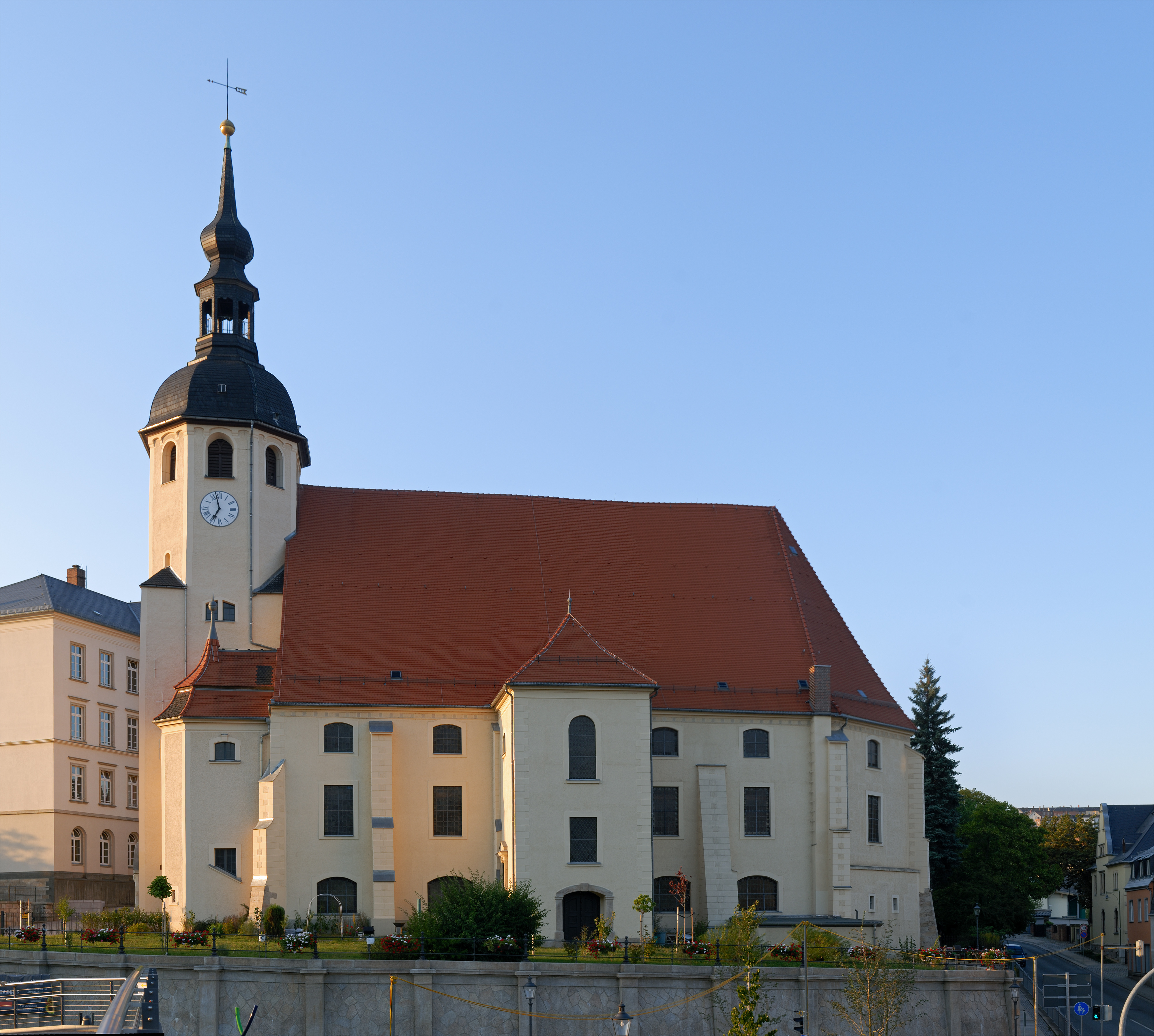
Stadtkirche St. Peter und Paul

Die Ursprünge der Stadt liegen vermutlich in einer slawischen Ansiedlung am Raumbach. Im Jahre 1085 soll der Naumburger Bischof Günther I. von Wettin im Zuge deutscher Besiedelung eine hölzerne Kirche geweiht haben. Diese wurde um 1100 in Stein ausgeführt, bald darauf jedoch von einfallenden heidnischen Slawen zerstört und um 1140 wieder aufgebaut. Nachweislich ließen sich Anfang des 12. Jahrhunderts auch fränkische Siedler nieder. Um 1180 erfolgte schließlich die großräumige Besiedlung des nördlichen Vogtlandes durch Deutsche. Der Ort entwickelte sich im Tal nahe der Burg Mylau in verkehrsgünstiger und sicherer Lage schnell zu einer aufstrebenden Kleinstadt. Im Jahre 1224 ist in Reichenbach ein Herrensitz erwähnt, der einst Vorwerk der Burg Mylau war. Er unterstand ab 1270 den Vögten von Plauen.
Der Name, damals noch Richenbach, vermutlich nach den wasserreichen Bächen im Gebiet der heutigen Altstadt benannt, ist urkundlich erstmals 1212 belegt, die jedoch ältere Siedlung erhielt schon um 1240 Stadtrecht und wird in einer Urkunde von 1271 als „civitatis richenbach“, also befestigte Kleinstadt mit Verteidigungs-, Handels- und Selbstverwaltungsrechten, erwähnt.
Reste der mittelalterlichen Stadtbefestigung sind noch am Sebastian-Bach-Platz in größerem Umfang sichtbar, an die ehemaligen Stadttore erinnert unter anderem der Straßenname Mylauer Tor zwischen Markt und Roßplatz, dem ehemaligen Viehmarkt. Der Standort des Oberen Tores ist durch die Nachbildung einer kursächsischen Postmeilensäule aus dem Jahre 1724 markiert. Der genaue Verlauf der einstigen Stadtmauer ist anhand eines historischen Stadtmodells im Neuberinmuseum erkennbar. Erstaunlich ist hierbei die Lage der Stadtkirche St. Peter und Paul, deren älteste Teile im Turmfuß ebenfalls aus dem 12. Jahrhundert stammen, außerhalb der Befestigung, was auf wahrscheinlich hölzerne Vorgängerbauten oberhalb der fränkischen Siedlung – also zwischen Altstadt und ummauerter Stadt – hinweist.
Reichenbach wurde 1336 von den Böhmen erobert und im Jahr 1367 durch Heinrich Reuß, Vogt von Plauen, dem deutschen Kaiser und böhmischen König Karl IV. mit den umliegenden Dörfern verkauft. Im Jahr 1422 erfolgte die Verpfändung der Stadt an die Wettiner. Reichenbach wurde im Frühjahr 1430 samt Kirche von Hussiten völlig zerstört. Aufgrund seiner günstigen Lage wurde es wieder aufgebaut und entwickelte sich zu einer regional bedeutsamen Handwerker- und Händlersiedlung. Im 15. Jahrhundert kam Reichenbach an die Herren von Metzsch, welche den Umbau der damaligen Burg zum Wohnschloss vornahmen. Die urkundliche Nennung des Herrensitzes als Rittergut ist für 1577 belegt. Die Familie von Metzsch saß über die Jahrhunderte auf Reichenbach und musste zwei Brände ihres Schlosses in Kauf nehmen.

### Frühe Neuzeit
Nach dem Dreißigjährigen Krieg etablierte sich die Tuchmacherei und brachte Wohlstand in die Stadt. Nach vorangegangenen Stadtbränden bemühte man sich auch um größere Feuersicherheit, allerdings vorerst ohne Erfolg. 1681 brannten 135 Wohnhäuser nieder. 1690 erließ der Rat eine Feuerlöschordnung. Zu jener Zeit waren um die 300 Tuchmacher in der Stadt tätig, bis 1720 waren es etwa 500. Am 17. August 1720 ereignete sich ein weiterer Stadtbrand, bei dem etwa 500 der 700 Wohnhäuser vernichtet wurden. Die weitgehende Zerstörung des Ortes führte zu einem wirtschaftlichen Niedergang, da viele Handwerker den Ort verließen und sich andernorts eine neue Existenz aufbauten. Nachdem 1773 das Schloss teilweise wieder aufgebaut worden war, erforderte der Brand von 1833 einen kompletten Neubau. 1856 übernahm die Stadt Reichenbach das Herrenhaus und eröffnete darin 1875 ein Museum.
An die als bedeutende Poststraße genutzte alte Frankenstraße im Verlauf der heutigen B 173 („Hofer Chaussee“) erinnert neben der kursächsischen Distanzsäule im Zentrum auch die noch zum Teil erhaltene kursächsische Ganzmeilensäule am Gasthaus Schwarze Katze in Oberreichenbach.

### 19. und frühes 20. Jahrhundert

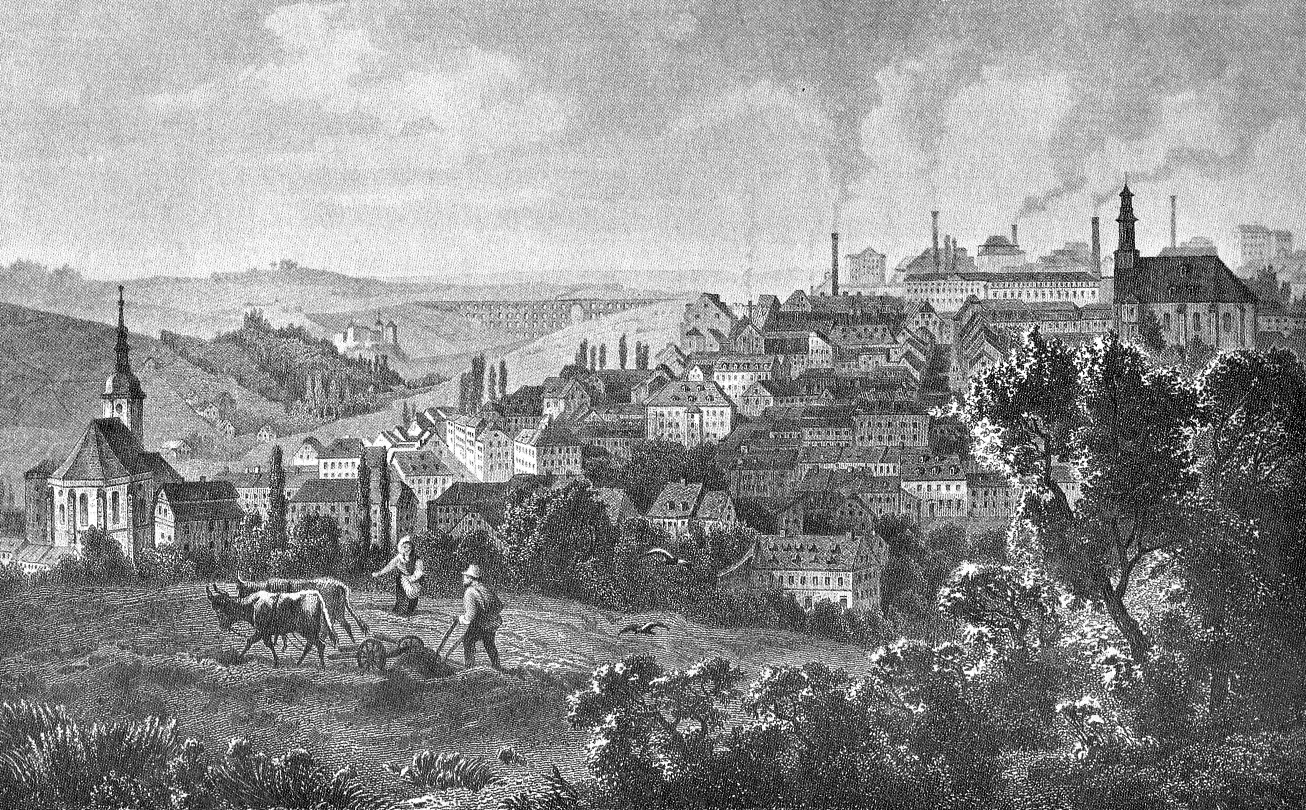
Ansicht um 1860

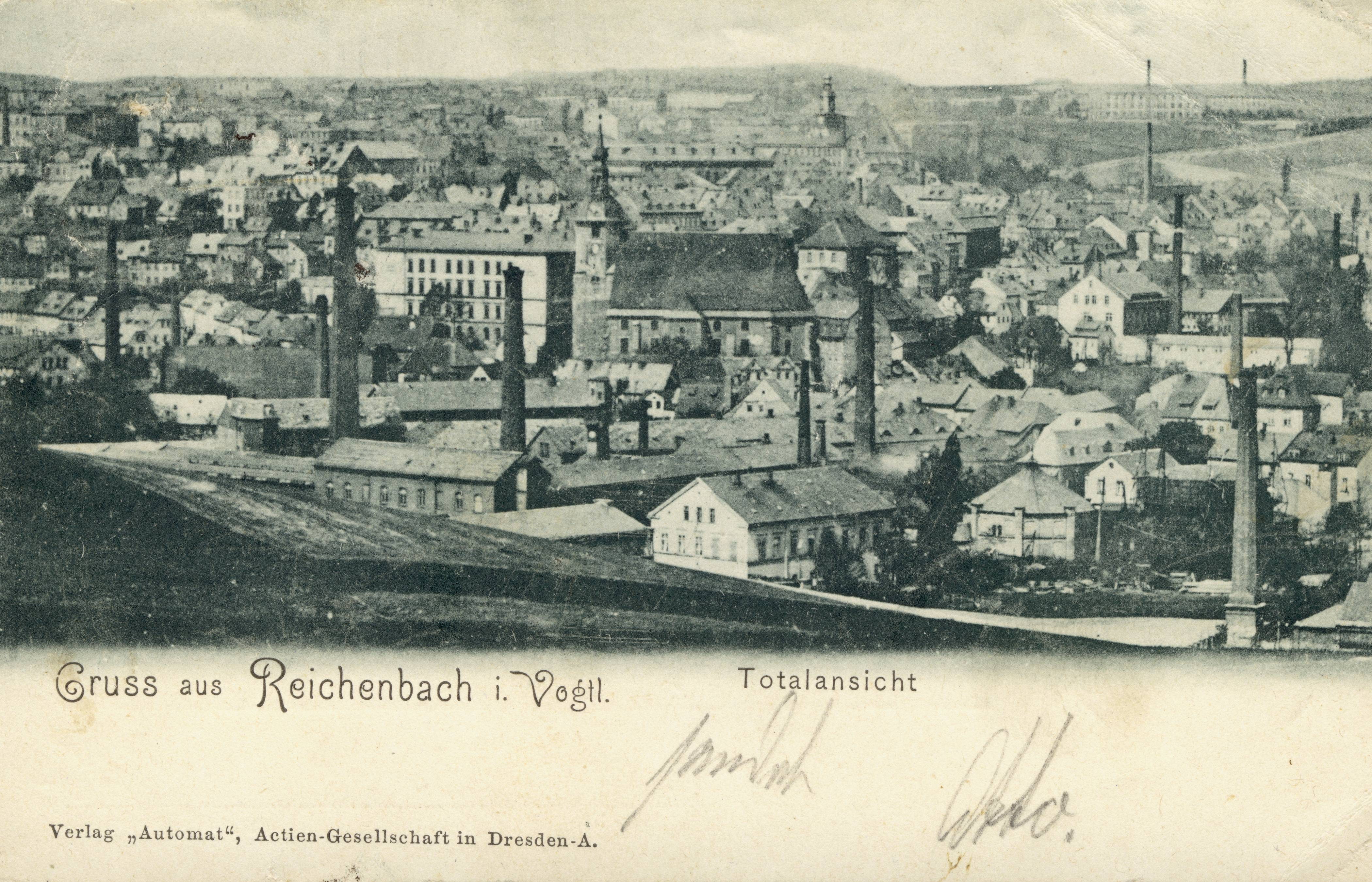
Ansicht um 1900

Reichenbach kam im 16. Jahrhundert mit der Herrschaft Mylau an das kursächsische bzw. spätere königlich-sächsische Amt Plauen, dem der Ort bis 1856 unterstand. 1856 wurde Reichenbach Sitz des Gerichtsamts Reichenbach. 1875 wurde die Stadt der Amtshauptmannschaft Plauen angegliedert.
1833 wurde das historische Rathaus in der Mitte des Marktplatzes als markantestes Gebäude bei einem erneuten Stadtbrand zusammen mit Wohnquartieren und einem ganzen Scheunenviertel vernichtet. 1846 beschleunigte die Eröffnung des ersten Reichenbacher Bahnhofs als vorläufige Endstation der Bahnstrecke Leipzig–Hof (Sächsisch-Bayerischen Eisenbahn) die wirtschaftliche Entwicklung der Stadt. Von der Eisenbahn gingen in den folgenden Jahren mit Streckenerweiterungen und Neubauten in Richtung Nürnberg und in die Orte des Umlandes immer wieder Impulse für Industrieansiedlungen aus. So eröffnete 1895 die Bahnstrecke Reichenbach–Göltzschtalbrücke und 1902 die Rollbockbahn. Streckenabschnitte der längst verschwundenen Nebenbahnen sind noch heute im Reichenbacher Stadtbild erkennbar.
Die Industriebetriebe lockten zahlreiche neue Bewohner in die Stadt, die hauptsächlich in den Kammgarn- und Streichgarnspinnereien oder Webereien Arbeit fanden. Zu einer exportorientierten, international bekannten Firma entwickelte sich zum Beispiel die 1883 gegründete Woll- und Seidenweberei Schultz & Donner. Zudem siedelten sich metallverarbeitende Betriebe an und im frühen 20. Jahrhundert folgte unter anderem die Papierherstellung und -verarbeitung.
August Horch setzte seinen Innovations- und Unternehmergeist von 1902 bis 1904 ebenfalls in Reichenbach in die Tat um und baute mit dem Horch Tonneau das erste sächsische Automobil. Im Jahre 1903 stellte er das erste deutsche Auto mit einem Vierzylindermotor vor, das Modell 3 mit einem Hubraum von 2382 cm³ und einer Leistung von 22 PS (16 kW).
Das Städtische Elektrizitätswerk mit Überlandzentrale machte Reichenbach 1909 zu einer modernen Stadt. Der 1926 nach einem Entwurf von Stadtbaumeister Rudolf Ladewig errichtete Wasserturm sicherte den gestiegenen Wasserbedarf der Stadt. Im selben Jahr wurde der Grundstein für den ebenfalls von Ladewig geplanten und 1928 vollendeten Neubau der Höheren Textilfachschule gelegt, die heute ein Standort der Westsächsischen Hochschule ist.
1924 wurde Reichenbach bezirksfrei.
Am 28. Juni 1925 wurde erstmals eine Bergprüfungsfahrt des ADAC an der Strecke Reichenbach-Schwarze-Tafel-Mühlwand durchgeführt. Diese „Mühlwander Bergrennen“ wurden von 1921 bis 1981 vom Alaunwerk zur „Schwarzen Tafel“ durchgeführt. Im Jahr 2004 lebte diese Tradition mit historischen Rennwagen und Motorrädern wieder auf.
Mit der Landung des Luftschiffs LZ 127 „Graf Zeppelin“ in Brunn am 28. September 1930 erlebte die Region ein Spektakel, dem über 130.000 begeisterte Zuschauer beiwohnten.

### Zeit des Nationalsozialismus
Auch Reichenbach wurde von den Gewalttaten des Nationalsozialismus nicht verschont, die hier mit der Gründung der NSDAP-Ortsgruppe im August 1923 ihren Anfang nahmen. Direkt nach der Machtübernahme Hitlers 1933 setzten Durchsuchungen von Parteiheimen, Häusern und Wohnungen ein, die in der Besetzung des Volkshauses (heutiges Stadthaus am Markt) und dem Hissen von Hakenkreuz- und SS-Fahne ihren vorläufigen Höhepunkt fanden. Ab März 1933 setzten Verhaftungen unliebsamer Personen, wie etwa SPD- und KPD-Funktionären, sowie Abgeordneter und Oberbürgermeister Dr. Karl Kühn ein. Unter den Verhafteten war auch der aus Chemnitz stammende Reichstagsabgeordnete Albert Janka (KPD), der mit weiteren Gefangenen im damaligen „Volkshaus“ gefoltert wurde und die Torturen nicht überlebte. Überlebende der dortigen Verhöre wurden später in das KZ Sachsenburg überführt.
Die kleine jüdische Gemeinde Reichenbachs verzeichnete zur Volkszählung am 16. Juni 1933 noch 19 Mitglieder, die in den folgenden Jahren schrittweise deportiert wurden. Bis zum 31. Dezember 1940 verblieben noch vier Reichenbacher Juden.
Während des Zweiten Weltkriegs wurden im Zuge von Metallsammlungen private Eisenzäune, vier Denkmäler, vier Kirchenglocken, Inventar des Heimatmuseums und Einrichtungsgegenstände (Waschbecken) aus den Reihen der Friseurinnung für die Rüstungsindustrie geopfert.
Nach 186 Fliegeralarmen in den Vorjahren wurde am 21. März 1945 Reichenbach erstmals direkt angegriffen. Bei dem amerikanischen Bombenangriff durch 34 B-17 Bomber wurden 161 Menschen getötet, 73 Gebäude komplett zerstört und 675 beschädigt. Die damalige Albertschule, heute Friedensschule, wurde zu dieser Zeit als Lazarett genutzt; der Schutzbunker davor sollte die Bewohner vor derartigen Angriffen schützen.
Der Bahnhof wurde nur leicht beschädigt, und es ging nur die Bebauung im heutigen „Park des Friedens“ und entlang der Bahnhofstraße verloren. Die bedeutendsten Bombenopfer waren der „Kaiserhof“ an der Stelle des heutigen Neuberinhauses, Gasthof und Hotel „Goldenes Lamm“ an der Stelle der heutigen Sparkasse am Postplatz und die Großdruckerei Carl Werner.
Am 17. April 1945 wurde die Stadt Reichenbach, nachdem sie von Oberbürgermeister Otto Schreiber auf Drängen des Feuerwehr-Unterführers Hermann Thoß entgegen den Befehlen kampflos übergeben worden war, von US-amerikanischen Truppen besetzt, die wiederum am 1. Juli 1945 von der Sowjetarmee abgelöst wurden. Die kampflose Übergabe der Stadt an die US-Amerikaner ersparte Reichenbach ein Inferno dreier Bombenangriffe.

### 1945 bis 1989
Aufgrund der Lage in der Sowjetischen Besatzungszone gehörte Reichenbach ab 1949 zur neu gegründeten DDR und wurde Kreisstadt des 55.000 Einwohner zählenden neuen Kreises Reichenbach im Bezirk Chemnitz (1953 in Bezirk Karl-Marx-Stadt umbenannt), nachdem es seine Bezirksfreiheit verloren und kurzzeitig dem Kreis Plauen-Land angehört hatte. Bekannt war Reichenbach durch die zahlreichen Kalender und Ansichtskarten vom Verlag Bild und Heimat.

### Ab 1989
Reichenbach blieb weiterhin Kreisstadt des nun sächsischen Landkreises Reichenbach, verlor jedoch nach der Deutschen Wiedervereinigung neben vielen Arbeitsplätzen zahlreiche Einwohner. 1995 wurde die Stadt Teil des Vogtlandkreises und war somit nicht mehr Kreisstadt, behielt jedoch zahlreiche Stellen des neuen Landratsamtes und erhielt den Titel Große Kreisstadt. Am 1. Mai 2003 wurde die Stadt von Reichenbach/Vogtl. in Reichenbach im Vogtland umbenannt. Vom 7. bis 9. September 2007 fand in Reichenbach der Tag der Sachsen statt.
Die Stadt profitiert von ihrer Lage an der A 72 zwischen den Oberzentren Plauen und Zwickau und der Nachbarschaft zur thüringischen Kreisstadt Greiz. Sie selbst ist als Mittelzentrum in der langfristigen Raumordnung verankert, sodass mittlerweile zahlreiche neue Arbeitsplätze in den Industrie- und Gewerbegebieten entstanden sind. Das Stadtbild ist von sanierten Gründerzeitbauten und Wohngebieten verschiedener Art geprägt und verlor vor allem im Rahmen der 5. sächsischen Landesgartenschau (1. Mai – 18. Oktober 2009) und von Stadtumbauprogrammen die einst charakteristische Dichte von historischen, aber wenig ansehnlichen Industriebauten.
Gleichwohl wurden und werden auch vergleichsweise historisch wertvolle Gebäude in der Innenstadt abgerissen und Überkapazitäten in den DDR-Großwohnsiedlungen am Stadtrand abgebaut. Insbesondere in der Innenstadt versucht die Stadtverwaltung mit Grünflächengestaltung und Schaffung von Parkmöglichkeiten auf den entstandenen Brachflächen die Attraktivität zu steigern. In einigen Bereichen (Am Graben, Kirchgasse, Johannisgasse, Obere und Untere Dunkelgasse) ist das für eine Altstadt typische Stadtgefüge durch Abrisse erheblich beeinträchtigt.

### Eingemeindungen
Oberreichenbach wurde am 1. Januar 1908 eingemeindet. Cunsdorf folgte am 1. April 1924. Brunn und Friesen wurden am 1. März 1994 eingegliedert, Rotschau am 1. Januar 1996. Schneidenbach kam am 1. Januar 1999 hinzu.
Zum 1. Januar 2016 fusionierten Mylau (mit dem am 1. Januar 1996 eingemeindeten Obermylau) und Reichenbach im Vogtland zur neuen Stadt Reichenbach im Vogtland.

### Einwohnerentwicklung
Entwicklung der Einwohnerzahl (ab 1960 31. Dezember):
| 1834 bis 1925 - 1834: 05.165 - 1869: 10.200 - 1871: 12.942 - 1875: 14.620 - 1880: 16.509 - 1885: 18.320 - 1890: 21.496 - 1910: 29.685 - 1925: 30.862 | 1933 bis 1984 - 1933: 32.276 - 1939: 31.681 - 1946: 34.708 a - 1950: 32.320 b - 1960: 29.598 - 1964: 29.535 - 1971: 28.545 - 1981: 25.458 - 1984: 25.033 | 1990 bis 2004 - 1990: 25.036 - 1995: 24.762 - 1997: 23.949 - 1999: 23.831 - 2000: 23.469 - 2001: 23.096 - 2002: 22.923 - 2003: 22.729 - 2004: 22.371 | 2005 bis 2014 - 2005: 22.082 - 2007: 21.210 - 2008: 20.746 - 2009: 20.449 - 2010: 20.146 - 2011: 19.836 - 2012: 19.087 - 2013: 18.879 - 2014: 18.743 | 2015 bis 2022 - 2015: 18.680 - 2016: 21.112 c - 2017: 20.882 - 2018: 20.625 - 2022: 20.108 - 2023: 19.974 d - 2024: 19.797 |

 Datenquelle ab 1998: Statistisches Landesamt Sachsen

## Politik

### Stadtrat
- Linke: 2
- SPD: 1
- Grüne: 1
- BI-RM/GVR/BITex: 7
- FWRC: 2
- FDP: 2
- CDU: 4
- AfD: 7

BI-RM, GVR und BITex bilden eine Fraktion.
Die Wahlbeteiligung stieg von 55,2 % auf 60,5 % an.
Aufgrund der Fusionsvereinbarung mit der Nachbargemeinde Mylau zum 1. Januar 2016 waren im Stadtrat die Wählervereinigungen GVM (Gewerbeverein Mylau) und IV FFW (Interessenvereinigung Feuerwehr Mylau) vertreten, die jedoch nicht mehr zur Wahl antraten. Die BIM (Bürgerinitiative Mylau) formierte sich zur Bürgerinitiative Reichenbach-Mylau (BI-RM) um und stellte neben den bisherigen Stadträten auch Reichenbacher Bürger auf. Keiner der zuvor im Gemeinderat von Mylau vertretenen Stadträte schaffte die Wiederwahl in den Reichenbacher Stadtrat.
Basierend auf den Ergebnissen der Stadtratswahl am 9. Juni 2024 verteilen sich die Sitze des Stadtrates nun folgendermaßen auf die einzelnen Gruppierungen:
- AfD: 7 Sitze
- CDU: 4 Sitze
- Gewerbeverein Reichenbach e. V. „Gemeinsam für Reichenbach“ (GVR): 3 Sitze
- Bürgerinitiative Mylau-Reichenbach (BI-RM): 3 Sitze
- Freie Wähler Reichenbach (FWRC): 2 Sitze
- LINKE: 2 Sitze
- FDP: 2 Sitze
- Bürgerinitiative BITex (BITex): 1 Sitz
- SPD: 1 Sitz
- GRÜNE: 1 Sitz

| Wahlvorschlag                                               | 2024   | 2024   | 2019   | 2019   | 2014   | 2014   |
| Wahlvorschlag                                               | Sitze  | in %   | Sitze  | in %   | Sitze  | in %   |
| ----------------------------------------------------------- | ------ | ------ | ------ | ------ | ------ | ------ |
| AfD                                                         | 7      | 28,0   | 1      | 15,8   | –      | –      |
| CDU                                                         | 4      | 13,9   | 6      | 19,3   | 8      | 32,7   |
| Bürgerinitiative Reichenbach-Mylau                          | 3      | 13,8   | 2      | 8,4    | –      | –      |
| Gewerbeverein Reichenbach e. V: „Gemeinsam für Reichenbach“ | 3      | 12,2   | 3      | 10,3   | 2      | 10,2   |
| Freie Wähler Reichenbach                                    | 2      | 7,8    | –      | –      | –      | –      |
| FDP                                                         | 2      | 7,2    | 3      | 9,7    | 1      | 5,5    |
| Linke                                                       | 2      | 7,1    | 4      | 14,8   | 4      | 19,8   |
| Bürgerinitiative BITex                                      | 1      | 4,6    | 2      | 9,6    | 4      | 16,3   |
| SPD                                                         | 1      | 3,3    | 1      | 5,9    | 2      | 10,1   |
| Grüne                                                       | 1      | 2,1    | 1      | 6,2    | 1      | 5,4    |
| Wahlbeteiligung                                             | 60,5 % | 60,5 % | 55,0 % | 55,0 % | 42,2 % | 42,2 % |

### Bürgermeister
Bei der Wahl am 26. März 2023 wurde der Linkenpolitiker Henry Ruß mit 48,3 % der Stimmen zum neuen Oberbürgermeister gewählt. Der Amtsinhaber Raphael Kürzinger kam dagegen nur auf 38,1 %. Die Amtsübergabe erfolgte am 8. Mai 2023.
Sein Vorgänger im Amt des Oberbürgermeisters war seit dem 9. Mai 2016 Raphael Kürzinger (CDU).
Bei der Wahl für den neuen Oberbürgermeister am 17. April 2016 setzte er sich im ersten Wahlgang mit absoluter Mehrheit (55,49 %) gegen drei Mitbewerber durch (Wahlbeteiligung: 40,5 % ↓).
Dessen Vorgänger im Amt des Oberbürgermeisters der Großen Kreisstadt war seit 1. August 2001 Dieter Kießling (CDU). Er führte die Amtsgeschäfte vom 1. Januar 2016 durch den Zusammenschluss mit Mylau als Amtsverweser.
| Wahl | Bürgermeister     | Vorschlag | Wahlergebnis (in %) |
| ---- | ----------------- | --------- | ------------------- |
| 2023 | Henry Ruß         | Linke     | 48,3                |
| 2016 | Raphael Kürzinger | CDU       | 55,5                |
| 2008 | Dieter Kießling   | CDU       | 80,9                |
| 2001 | Dieter Kießling   | CDU       | 58,9                |

### Wappen
| Wappen von Reichenbach im Vogtland | Blasonierung: „In Blau eine goldene Mauer mit zwei rotbedachten goldenen Türmen, jeder mit einem großen und zwei kleinen Fenstern, der rechts mit goldenem Knopf, der links mit goldener Fahne; zwischen den Türmen golden nimbiert und gekleidet der heilige Petrus mit silbernem Gesicht und silbernen Händen, in der Rechten einen goldenen Schlüssel und in der Linken ein Buch mit rotem Einband und silbernem Buchblock haltend.“ |
| Wappen von Reichenbach im Vogtland | 1753 tauchte das erste Mal das Stadtwappen auf einem Gesangbuch auf. |

### Städtepartnerschaften
Reichenbach im Vogtland unterhält folgende Städtepartnerschaften:
- Nordhorn, Niedersachsen (unterzeichnet 1988, ratifiziert 1989)
- Jędrzejów, Polen (seit 2005)
- Maʿalot-Tarshiha, Israel (seit 2014).

Zusätzlich dazu bestehen freundschaftliche Beziehungen, ohne vertragliche Regelung, zum Ortsteil Reichenbach der Gemeinde
- Westhausen (Württemberg), Baden-Württemberg (seit 2007).

Der Ortsteil Rotschau unterhält eine Städtepartnerschaft zur Gemeinde
- Ročov, Tschechien (seit 2005).

Weiterhin pflegt der Ortsteil Mylau Städtepartnerschaften mit:
- Waldenbuch, Baden-Württemberg (seit 1990)
- Althen-des-Paluds, Frankreich (seit 2006)
- Montecarlo (Toskana), Italien (seit 2006)
- Karlštejn. Tschechien (seit 2006).

Reichenbach (und bis zur Eingemeindung auch Mylau) ist Mitglied im Städteverbund Nordöstliches Vogtland.

## Kultur und Sehenswürdigkeiten

### Neuberin-Museum

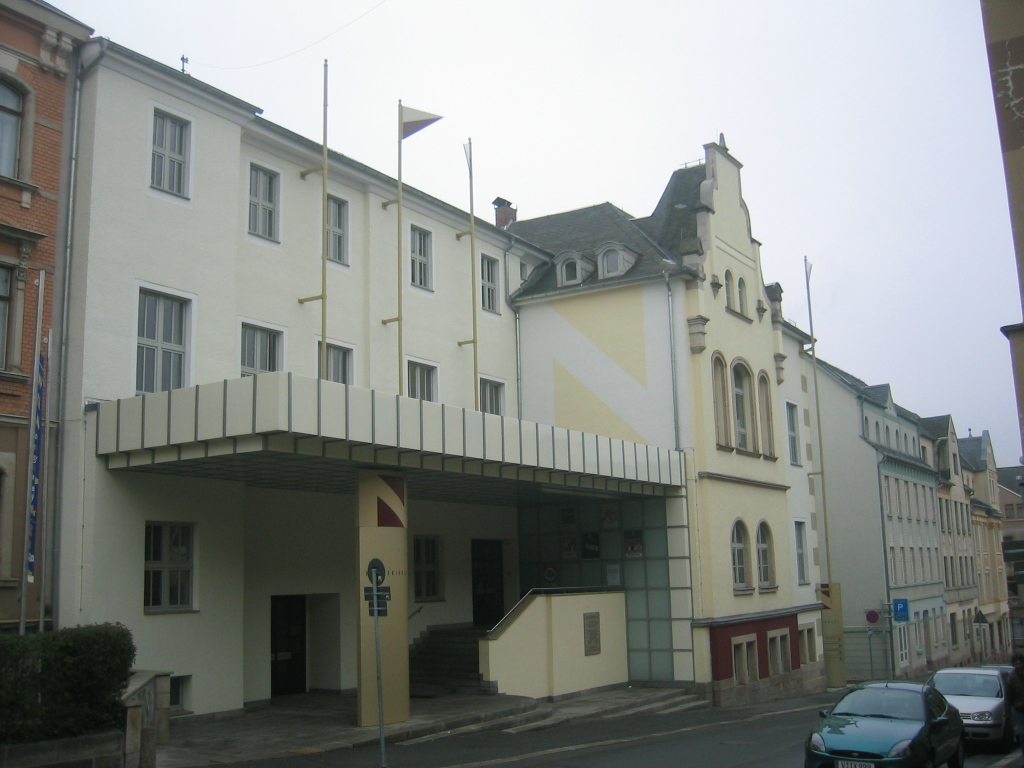
Neuberinhaus (Theater- und Konzerthaus)

Das Neuberin-Museum zum Leben und Werk der Bühnenreformerin Friederike Caroline Neuber wird durch den Kulturraum Vogtland-Zwickau als regional bedeutsame Einrichtung gefördert. Zu den Ausstellungen gehören die Theatergeschichte des 18. Jahrhunderts, die Stadtgeschichte und Sonderausstellungen.

### Musik
Die Vogtland Philharmonie Greiz Reichenbach hat ihren Sitz im 1946 bis 1949 errichteten Neuberinhaus.

### Bauwerke

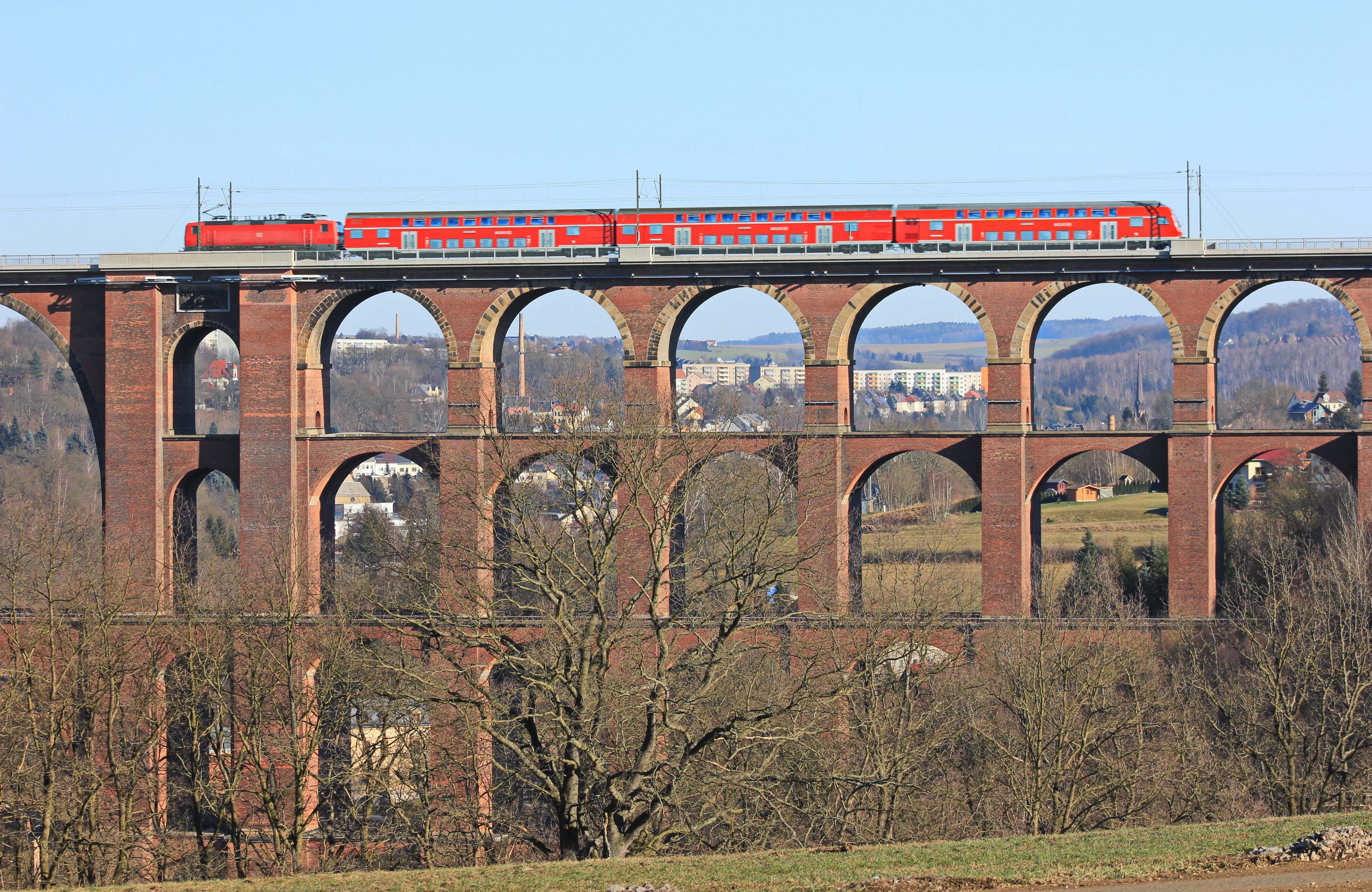
Göltzschtalbrücke

Sehenswert ist der 1926 im Stil des Neuen Bauens errichtete Wasserturm, der auch eine Aussichtsplattform hat.
Die Pfarrkirche St. Peter und Paul beherbergt eine Silbermann-Orgel von 1725. Der älteste Teil der Kirche ist der romanische Turmstumpf mit quadratischem Grundriss aus dem 12. Jahrhundert, auf dem 1780 ein achteckiger barocker Aufbau errichtet wurde. Weitere Kirchen sind die evangelische Trinitatis-Kirche und die katholische Kirche St. Marien. Die Burg Mylau im Reichenbacher Stadtteil Mylau ist eine der am besten erhaltenen mittelalterlichen Burgen in Sachsen und steht seit 1980 unter Denkmalschutz.
Vier Kilometer westlich des Stadtzentrums, zwischen dem Stadtteil Mylau und der Nachbarstadt Netzschkau, befindet sich die Göltzschtalbrücke, die größte Ziegelmauerwerk-Brücke der Welt.

### Gedenkstätten
- Grabfeld auf dem Hauptfriedhof für 189 KZ-Häftlinge aus dem Außenlager Lengenfeld (Vogtland) des KZ Flossenbürg
- Gedenkstein auf dem gleichen Friedhof für Widerstandskämpfer gegen das NS-Regime aus dem Kreis Reichenbach: Erich Knabe, Helmut Walther, Ewald Purfürst, Alfred Hoffmann, Otto Richter, Paul Beierlein, Alfred Fuchs, Reinhard Rödel, Paul Kölbel, Harwig Luckter, Felix Mauersberger und Max Kranz
- Gedenktafel der FIR am ehemaligen Hotel Goldener Anker am Marktplatz zur Erinnerung an die zahlreichen politischen Gegner der NS-Diktatur, die dort in einem frühen „Schutzhaftlager“ gefangen und gefoltert wurden
- Grabstätten und Gedenkstein im Bürgerholz für 245 sowjetische Zwangsarbeiter und Kriegsgefangene, die im Umkreis von Reichenbach Opfer von Zwangsarbeit wurden
- Ehrenmal von 1946 in der Bahnhofstraße für alle Opfer des Faschismus. Seit 1990 ist es allen „Opfern von Krieg und Gewaltherrschaft“ gewidmet.
- Grabstätten auf dem Friedhof des Ortsteils Cunsdorf für vier polnische und einen jüdischen Häftling, die während des Zweiten Weltkriegs Opfer von Zwangsarbeit wurden

### Naturdenkmäler

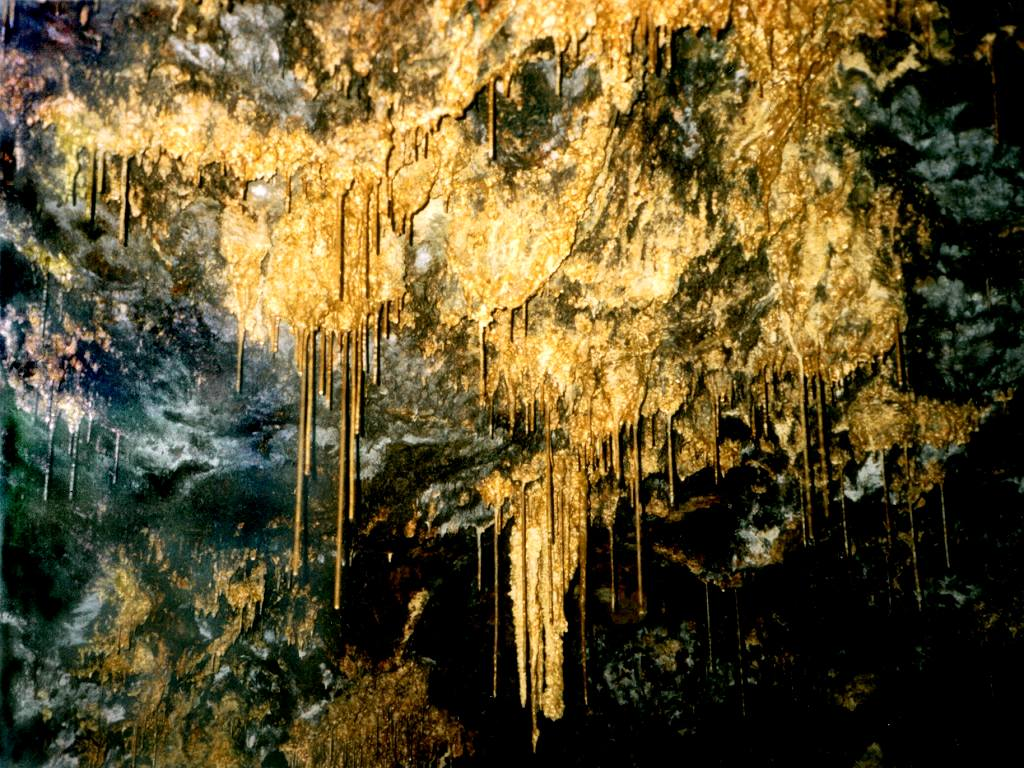
Stalaktiten aus Diadochit im Besucherbergwerk Alaunwerk Mühlwand

In Mühlwand befindet sich die Tropfsteingrotte Alaunwerk Mühlwand, ein ehemaliges Alaunschieferbergwerk im Tal der Göltzsch, welches farbenprächtige Sinter aufweist. Etwa einhundert Meter weiter göltzschabwärts, in Richtung Rotschau, liegt das geologische Denkmal Liegende Falte.

### Regelmäßige Veranstaltungen
- Frühlingsmarkt mit Saisoneröffnung im Park der Generationen (am 1. Mai)
- Musikschul-Sommerfest (jährlich im Juni)
- „Reichenbacher Orgelsommer“ (jährlich von Juni bis September)
- „Musik im Park“ (jährlich Anfang Juli)
- Reichenbacher Bürgerfest (jährlich am 3. Oktober)
- Reichenbacher Weihnachtsmarkt (am 4. Advent)

Alljährlich Anfang April findet ein (Prog-)Rockfestival im Neuberinhaus statt, das ArtRock Festival zieht Besucher aus ganz Europa an.

## Wirtschaft und Infrastruktur

### Verkehr

#### Straßenverkehr

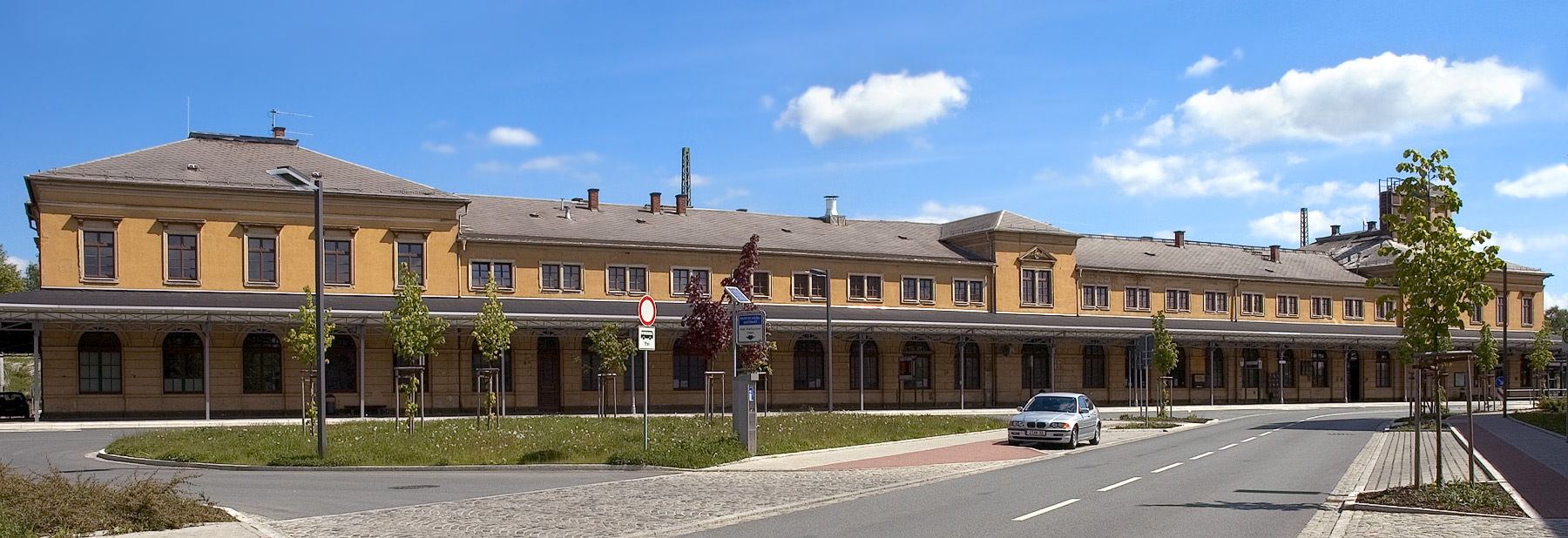
Bahnhof

Die Stadt hat eine Anschlussstelle an der Autobahn A 72. Die Bundesstraßen 94 und 173 führen durch das Stadtgebiet.

#### Bahnverkehr
Reichenbachs Oberer Bahnhof liegt an der Bahnstrecke Leipzig–Hof, die Teil der Sachsen-Franken-Magistrale ist. Bis zur Elektrifizierung des Abschnitts Reichenbach–Hof (2013) war er der südwestliche Endpunkt des elektrischen Streckennetzes in Sachsen. Nördlich von Reichenbach befindet sich bei Werdau das Bogendreieck Werdau mit Abzweigungen nach Norden in Richtung Werdau, Gößnitz und Leipzig und nach Osten in Richtung Zwickau und Chemnitz.
Im benachbarten Neumark (Vogtland) hat die Vogtlandbahn ihr Wartungs- und Reparaturzentrum. Seit Juni 2001 war Reichenbach eine Station im ICE-Streckennetz der Deutschen Bahn. Da die ICE-Strecke Nürnberg-Dresden damals wie gegenwärtig nicht durchgängig elektrifiziert ist, kam mit der Deutschen Bahn AG der dieselbetriebene ICE TD zum Einsatz, der auf der kurvenreichen Strecke durch die Neigetechnik Fahrzeitgewinne einbrachte. Nach häufigen Pannen wurde er bereits im Dezember 2002 von übergangsweise eingesetzten lokbespannten IC-Zügen bzw. in IC-Farben umlackierten Triebwagen der Baureihe 612 als Intercitys abgelöst. Mit diesen Triebwagen betrieb die DB Regio ab Dezember 2006 auch den Regionalexpress unter der Marke Franken-Sachsen-Express. Mit der Fertigstellung der Elektrifizierung kamen zunächst Doppelstockwendezüge zum Einsatz, die mittlerweile von den neuen Triebwagen des Elektronetz Mittelsachsen abgelöst wurden.
Zurzeit halten in Reichenbach sowohl der Regionalexpress RE3 Dresden–Chemnitz–Zwickau–Reichenbach–Plauen–Hof (Betreiber: Bayerische Oberlandbahn unter der Marke Mitteldeutsche Regiobahn) als auch die Regionalbahn RB2 Zwickau Zentrum(–Werdau)–Reichenbach–Plauen–Adorf(–Cheb) (Betreiber: Die Länderbahn unter der Marke Vogtlandbahn) im Stundentakt.
Reichenbach liegt im Verkehrsverbund Vogtland.

#### Busverkehr

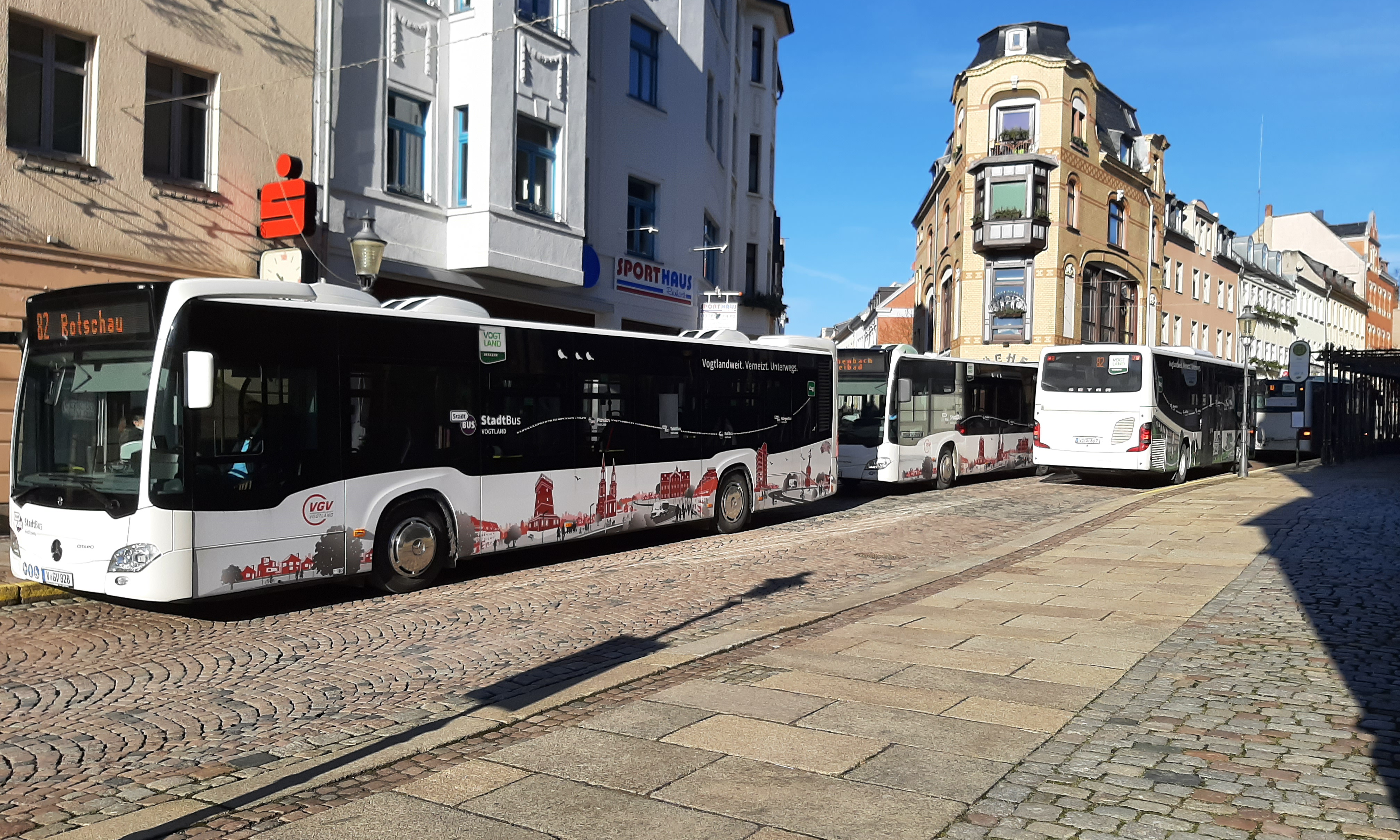
Vier Busse treffen sich am Postplatz in Reichenbach zum Rendezvous

##### Rendezvous-System am Postplatz
Reichenbach wird im vertakteten ÖPNV des Verkehrsverbunds Vogtland von zahlreichen Buslinien bedient. Taktgeber für das Bussystem ist dabei der zentrale Rendezvous-Knoten am Postplatz, welcher im Februar 2022 eingerichtet wurde. Dort verkehren die Linien 80, 82 und 85, die zusammen halbstündliche (am Wochenende stündliche) Verbindungen in 4 Richtungen bieten:
- Netzschkau über Neubaugebiet West und Mylau (weiter nach Elsterberg und Treuen)
- Siedlung (weiter nach Brunn, Reuth und Neumark)
- Krankenhaus (weiter nach Oberreichenbach und Hauptmannsgrün)
- Rotschau

Die am Rendezvous teilnehmenden Linien sind als Stadt-Umland-Linien ausgeführt, verkehren also über die Stadt hinaus in die angrenzenden Gemeinden. Beispielsweise verkehrt die Linie 80 ab Netzschkau abwechselnd als Linie 83 nach Treuen und als Linie 84 nach Elsterberg, wodurch auch diese Linien indirekt am Rendezvous teilnehmen.
Neben dem Postplatz fungiert weiterhin noch der Obere Bahnhof als Umsteigepunkt im Busnetz, hauptsächlich für die weiteren Regionallinien.

##### Liste der Buslinien
Folgende Buslinien verkehren zum Stand 13. Februar 2022 in der Stadt Reichenbach:
| Linie | Endpunkte                    | Verlauf                                  | Verkehrsunternehmen              | Anmerkung                                      |
| ----- | ---------------------------- | ---------------------------------------- | -------------------------------- | ---------------------------------------------- |
| 10+   | Falkenstein ↔ Reichenbach    | Auerbach – Rodewisch – Lengenfeld        | Plauener Omnibusbetrieb          | PlusBus                                        |
| 80+   | Netzschkau ↔ Hauptmannsgrün  | Mylau – Reichenbach – Krankenhaus        | Plauener Omnibusbetrieb          | PlusBus, Teilnahme am Rendezvous               |
| 81+   | Reichenbach ↔ Greiz          | Friesen – Schönfeld                      | Personen- und Reiseverkehr Greiz | PlusBus                                        |
| 82    | Rotschau ↔ Reuth/Neumark     | Reichenbach – Siedlung – Brunn/Schönbach | Plauener Omnibusbetrieb          | StadtBus, Teilnahme am Rendezvous              |
| 83    | Reichenbach ↔ Treuen         | Netzschkau – Limbach – Hartmannsgrün     | Plauener Omnibusbetrieb          | TaktBus, Teilnahme am Rendezvous über Linie 80 |
| 84    | Reichenbach ↔ Elsterberg     | Netzschkau – Reimersgrün – Coschütz      | Plauener Omnibusbetrieb          | TaktBus, Teilnahme am Rendezvous über Linie 80 |
| 85    | Netzschkau ↔ Oberreichenbach | Mylau – Reichenbach – Krankenhaus        | Plauener Omnibusbetrieb          | StadtBus, Teilnahme am Rendezvous              |
| 86    | Mylau ↔ Netzschkau           | Lambzig – Foschenroda                    | Plauener Omnibusbetrieb          | RufBus                                         |
| 89    | Mylau ↔ Waldkirchen          | Reichenbach – Schneidenbach – Lengenfeld | Plauener Omnibusbetrieb          | TaktBus                                        |
| 181   | Reichenbach ↔ Zwickau        | Neumark – Lichtentanne                   | Regionalverkehr Westsachsen      |                                                |

### Ansässige Unternehmen

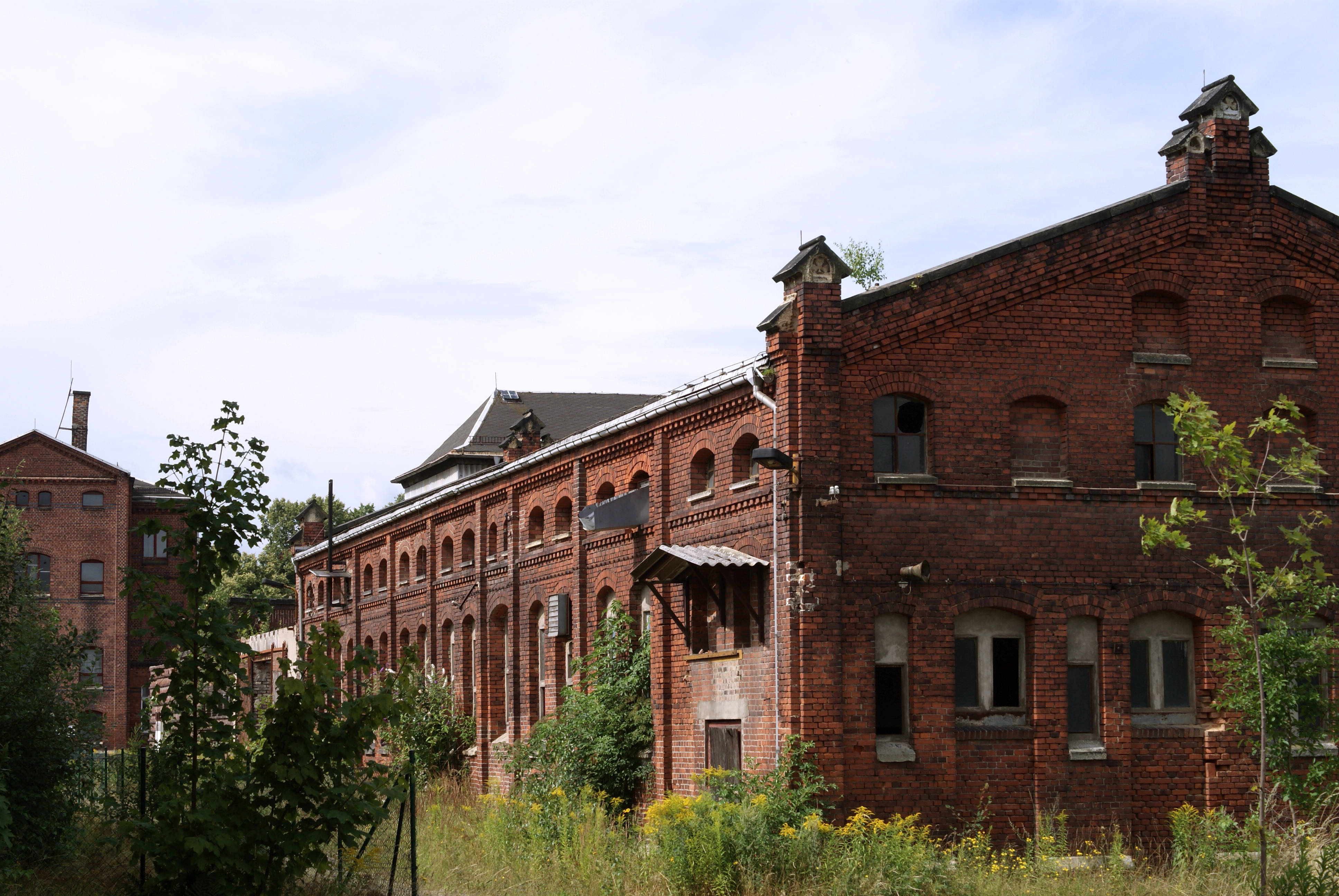
Ehemaliger Schlachthof

Zwischen dem bebauten Stadtgebiet und der A 72 befinden sich ein Gewerbegebiet und zwei zusammenhängende Industriegebiete, welche die Stadt gemeinsam mit der Gemeinde Heinsdorfergrund ausgewiesen hat. Ein weiteres Gewerbegebiet mit einigen Industriebetrieben befindet sich an der B 173 (Zwickauer Straße) am nordöstlichen Stadtrand.
Vorherrschende Branchen sind Druck- und Papierverarbeitung, Einzelhandel, Maschinenbau/Metallverarbeitung, Textilindustrie und Tourismus.
Das privat betriebene Paracelsus-Klinikum Reichenbach ist mit 185 Betten ein Krankenhaus der Regelversorgung, am 1. Oktober 2022 wurde ein Insolvenzverfahren eröffnet. Ende März 2023 schloss das Klinikum, der Direktor des Instituts für Allgemeinmedizin in Halle, Thomas Frese, erwarb die Kassenarztsitze der Paracelsus Sachsen MVZ GmbH und startete die neue „Praxisnah MVZ GmbH“ in Räumen des Klinikums.
Das Eisenbahnverkehrsunternehmen IntEgro Verkehr hat seinen Sitz in der Stadt.

### Medien
Lokale Medien aus/für Reichenbach im Vogtland sind:
- Freie Presse – Reichenbacher Zeitung (regionale Tageszeitung)
- Vogtlandanzeiger – Auerbach, Reichenbach (regionale Tageszeitung)
- Vogtland Radio (regionaler Radiosender, Sitz in Plauen)

Bis zum 31. Dezember 2015 existierte mit dem Vogtland Regional Fernsehen (VRF) ein über Kabel empfangbarer Regionalfernsehsender. Nach dessen Insolvenz sendet seit 1. Februar 2017 TV Westsachsen tagesaktuelle Beiträge aus der Region.
In Reichenbach betreibt die Deutsche Telekom AG auf einem Fernmeldeturm aus Beton einen Rundfunksender für UKW unter anderem für Vogtland Radio. Der Sender Reichenbach/Vogtland ist nicht zu verwechseln mit dem Mittelwellensender Reichenbach in Reichenbach/O.L., über den das Programm von MDR Info auf 1188 kHz abgestrahlt wurde.

### Bildung
Hochschule

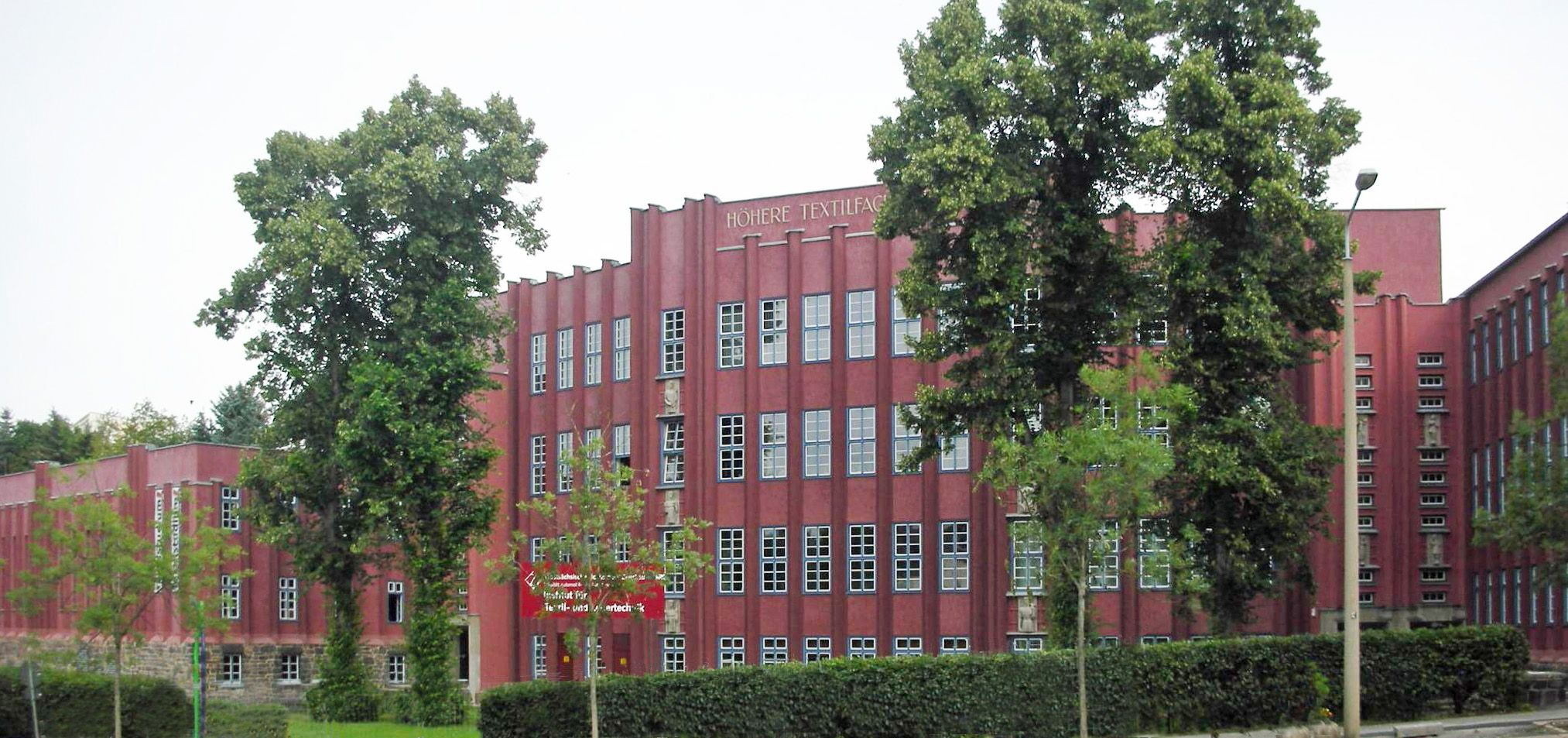
Textilschule in Reichenbach

Die Westsächsische Hochschule Zwickau betreibt in Reichenbach den Fachbereich Textil- und Ledertechnik mit den dazugehörigen Studiengängen Textil- und Ledertechnik (Diplom mit verschiedenen Vertiefungsrichtungen)
Öffentliche Schulen
Die Stadt verfügt über ein Gymnasium (Goethe-Gymnasium mit den Standorten Ackermannstrasse und Friedensschule), eine Oberschule (Weinholdschule) und drei Grundschulen (Dittesschule, Friederike-Caroline-Neuber-Schule und Weinholdschule).
Darüber hinaus verfügen die angrenzenden Städte und Gemeinden über weitere Grund- und Oberschulen, die auch von Reichenbacher Schülern besucht werden.
In Reichenbach befindet sich außerdem eine Förderschule für körperlich und geistig Behinderte.
Privatschule
Die städtischen Allgemeinbildungsangebote werden von der HANSA-Handelsschule (Fachoberschule) ergänzt.
Berufliche Bildung
Neben dem vom Vogtlandkreis betriebenen Beruflichen Schulzentrum für Technik existieren weitere Stätten der beruflichen Bildung, wie zum Beispiel das Bildungswerk der Sächsischen Wirtschaft (bsw) oder die Fortbildungsakademie der Wirtschaft (FAW).
Außerschulische Bildung
Die Volkshochschule des Vogtlandkreises bietet an ihrem Reichenbacher Standort zahlreiche Kurse an, die vor allem dem Erwerb von Sprachkenntnissen dienen. Darüber hinaus offerieren zahlreiche Kulturvereine und die Musikschule Vogtland umfangreiche Freizeit-Bildungsangebote.
Bibliotheken
Die städtische Jürgen-Fuchs-Bibliothek hat ein Angebot an Belletristik, Kinder- und Sachliteratur. Sie befindet sich auf zwei Etagen im historischen Rathaus am Markt und wurde nach einem der großen Söhne der Stadt benannt.
Außerdem verfügt das Goethe-Gymnasium über eine Schulbibliothek mit umfangreicher Lehr- und Sachbuchsammlung im Schulteil Goetheschule sowie die Fachgruppe Textil- und Ledertechnik der Westsächsischen Hochschule über eine Zweigbibliothek der Hochschulbibliothek Zwickau am Standort in der Reichenbacher Klinkhardtstraße hinter dem historischen Hochschulgebäude.

## Persönlichkeiten

### Ehrenbürger
- 1849: Robert Wilke (1804–1889), Baumeister der Göltzschtalbrücke
- Wilhelm Usbeck (1807–1883), Kirchenvorstand, Kassierer der Sparkasse und Träger des Albrechts-Ordens
- Johann Carl Friedrich Jacob (1805–1877), Schulrektor
- 1895: Otto von Bismarck (1815–1898), erster deutscher Reichskanzler
- 1899: Carl Heinrich Müller (1828–1900), Reichenbacher Unternehmer (Tuchmacher)
- 1903: Hugo Klinkhardt (1842–1906), 28 Jahre Bürgermeister der Stadt
- 1911: Leonie Sarfert (1831–1913), Unternehmerin und Gründerin der Kleinkinderbewahranstalt
- 1925: Otto Eduard Schmidt (1855–1945), Pädagoge und Schriftsteller
- 1926: Wilhelm Polster (1847–1929), Oberbürgermeister
- 1932: Philipp Wagner (1867–1946), Bürgermeister und Heimatforscher
- 1982: Kurt Schwabe (1905–1983), Chemiker, Pionier der elektrochemischen Sensorik, Hochschullehrer und Rektor der Technischen Universität Dresden
- 1982: Heinrich Dathe (1910–1991), Direktor des Tierparks Berlin
- 1984: Gretchen Knoch (1909–2005), Antifaschistin
- 1987: Wolfgang Mattheuer (1927–2004), Maler, Grafiker und Bildhauer
- 2004: Otto Paetz (1914–2006), Maler und Grafiker
- 2009: Hans-Günter Ehlert (* 1941), Chefarzt des Kreiskrankenhauses
- 2010: Adolf Förster (1919–2023), Eislauftrainer (Ehrenbürger Mylaus)
- 2010: Josef Wetzl (1930–2016), Maler und Grafiker (Ehrenbürger Mylaus)
- 2013: Gotthold Lange (* 1932), evang.-luth. Pfarrer i. R. (Ehrenbürger Mylaus)[38]

2024: Peter Tillack
1933 wurden auch Adolf Hitler und Martin Mutschmann zu Ehrenbürgern ernannt, jedoch nach Kriegsende aus der offiziellen Liste gestrichen.
Bisherige Mylauer Ehrenbürger werden im Zuge der Städtefusion seit 2016 als Ehrenbürger der Stadt Reichenbach im Vogtland behandelt.

### Söhne und Töchter der Stadt

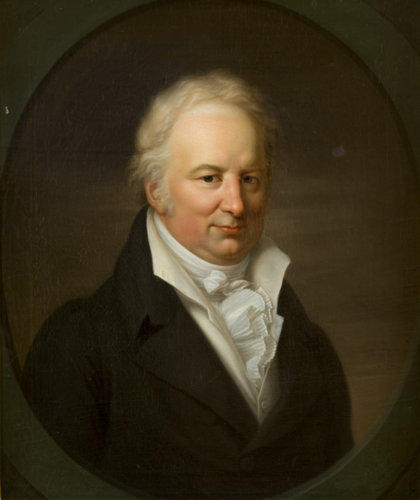
Karl August Böttiger etwa 1812

#### Bis 1800
- Friedrich Rappolt (1615–1676), Altphilologe, Pädagoge und Theologe
- Adam Friedrich von Glafey (1692–1753), Rechtshistoriker und Archivar
- Friederike Caroline Neuber (1697–1760), gen. „Die Neuberin“, Theater-Reformatorin
- Franz Karl Conradi (1701–1748), Rechtswissenschaftler
- Maximilian Ernst von Gersdorff (1737–1804), kurfürstlich-sächsischer Generalleutnant und Generalinspekteur der Kavallerie
- Karl August Böttiger (1760–1835), Philologe, Archäologe, Pädagoge und Schriftsteller
- Johann Friedrich Krause (1770–1820), evangelisch-lutherischer Theologe, Generalsuperintendent in Weimar
- Gottlob Wilhelm Caspari (1776–1850), evangelischer Theologe

#### 1801–1850
- Adolph Gustav Caspari (1805–1874), Lehrer und Autor
- Carl Friedrich Solbrig (1807–1872), Unternehmer und Politiker, sächsischer Landtagsabgeordneter
- Carl Franz Forbriger (1810–1887), Lehrer und Autor
- Carl Wilhelm Chlister (1815–1890[40]), der Gründer eines Gartenbauunternehmens und einer Landwirtschaftsschule in Kiew
- Hugo Hünerfürst (1827–1867), Musikdirektor, Geiger, Komponist und Dirigent
- Carl Bernhard Speck (1831–1905), konservativer Politiker, sächsischer Landtagsabgeordneter
- Fedor Flinzer (1832–1911), Illustrator, Autor und Pädagoge
- Gustav von Metzsch-Reichenbach (1835–1900), Rittergutsbesitzer, Kammerherr, geboren im Ortsteil Friesen
- Karl Georg Levin von Metzsch-Reichenbach (1836–1927), sächsischer Ministerpräsident, geboren im Ortsteil Friesen
- Hermann Ehret (1844–1913), Politiker (Nationalliberale Partei) und Färbereibesitzer
- Eduard König (1846–1936), protestantischer Theologe, Bibelwissenschafter, Sprachwissenschafter und Hochschullehrer
- Bruno Wunderlich (1848–1909), Unternehmer, Rittergutsbesitzer und Generalkonsul
- Alban Förster (1849–1916), Komponist

#### 1851–1900
- Emil Schreiterer (1852–1923), Architekt (Architekturbüro Schreiterer & Below)
- Otto Eduard Schmidt (1855–1945), Pädagoge und Schriftsteller
- Otto Langebach (1857–1899), Bürgerschullehrer, Jugendschriftsteller und Dichter
- Hermann Voigt (1859–1942), deutscher Landwirt und Politiker
- Eduard Nößler (1863–1943), Organist, Chordirigent und Komponist
- Emil Claviez (1866–1931), Textilfabrikant, Erfinder und Komponist
- Georg Zöphel (1869–1953), Rechtsanwalt, Politiker und Präsident der Creditreform
- Ella Schwarz (1869–1962), Pädagogin
- Alfred Neu (1871–1969), Jurist und Politiker (SPD, SED)
- Johannes Nagler (1876–1951), Rechtswissenschaftler
- Arthur Arzt (1880–1953), Politiker, Reichstagsabgeordneter (SPD)
- Clemens Scharschmidt (1880–1945), Japanologe
- Minna Köhler-Roeber (1883–1957), Malerin des Impressionismus
- Richard Benz (1884–1966), Germanist und Schriftsteller
- Ernst Beutler (1885–1960), Literaturhistoriker und Goethe-Forscher
- Rudolf Herold (1893–1982), Komponist, geboren im Ortsteil Rotschau
- Alfred Kuhn (1895–1960), Chemiker und Unternehmer
- Ulrich Koppe (1899–1942), paramilitärischer Aktivist
- Arnulf Meinhold (1899–1943), Radsportler (Schrittmacher)

#### 1901–1950
- Alfred Stiegler (1904–1972), Bürgermeister von Düren
- Walter Hochmuth (1904–1979), Politiker (KPD), DDR-Diplomat
- Günther Thaden (1904–2001), Bürgermeister von Schöneck/Vogtl., Genealoge
- Harry Trommer (1904–1980), Schriftsteller, Sagenforscher und Jurist
- Willy Rudolf Foerster (1905–1966), Ingenieur und einer der führenden Industriellen Japans, seinerzeit, bis zur Enteignung durch die Nazis, der reichste Europäer Japans.
- Kurt Schwabe (1905–1983), Chemiker, Pionier der elektrochemischen Sensorik, Hochschullehrer und Rektor der Technischen Universität Dresden
- Rudolf Korndörfer (1906–1992), Oberregierungsrat und SS-Sturmbannführer, Leiter der Geheimen Staatspolizei in Kassel und Kommandeur von Einsatzkommandos in Jugoslawien
- Harry Behr (1907–1966), Maler, Grafiker und Autor
- Rudolf Krause (1907–1987), Rennfahrer
- Johannes Schlupper (1908–1980), SS-Obersturmführer
- Heinrich Dathe (1910–1991), Direktor des Berliner Tierparks
- Ulrik Schramm (1912–1995), Werbegraphiker und Illustrator
- Otto Paetz (1914–2006), Maler
- Johannes Heß (1922–1975), Maler und Grafiker
- Alfred Boller (1922–2010), Fußballspieler
- Johanna Neef (1922–2001), geboren in Brunn, Malerin
- Johannes Dreßler (1924–2019), evangelischer Theologe, Generalsekretär des Evangelisch-kirchlichen Gnadauer Gemeinschaftswerks in der DDR und Autor
- Werner Bauer (1925–1994), Kinder- und Jugendbuchautor
- Paul Kunath (1926–2022), Sportpsychologe
- Wolfgang Mattheuer (1927–2004), Maler, Grafiker und Bildhauer
- Günter Horlbeck (1927–2016), Maler
- Harri Günther (1928–2023), Landschaftsarchitekt, Gartendenkmalpfleger und Publizist
- Karlheinz Schädlich (1931–2007), Historiker und Stasi-Mitarbeiter
- Werner Funke (1931–2021), Zoologe
- Rolf Hempel (1932–2016), Kirchenmusiker
- Baldur Geipel (* 1933), Bildhauer
- Hans Joachim Schädlich (* 1935), Schriftsteller
- Eberhard Dietzsch (1938–2006), Maler, Grafiker und Cartoonist
- Gerhard Lahr (1938–2012), Maler, Grafiker und Illustrator
- Hellmut Schwarz (1938–2023), Anglistik, Lehrer, Hochschullehrer und Autor
- Klaus Eichner (* 1939), Oberst der HVA des Ministeriums für Staatssicherheit, Autor
- Heinrich Dörfelt (* 1940), Mykologe und Botaniker
- Karl-Ludwig Ay (* 1940), Historiker
- Wolfgang Spitzner (1940–1997), Fußballfunktionär
- Wolfgang Viebahn (* 1943), Heimatforscher, Pädagoge und Kommunalpolitiker
- Josef Bachmann (1944–1970), Attentäter von Rudi Dutschke
- Michael Zeidler (* 1944), Politiker (SPD), Mitglied des Landtags von Sachsen-Anhalt
- Marietta Jeschke (* 1945), Malerin, Grafikerin, Bildhauerin und Objektkünstlerin
- Alexander Iljinskij (1948–2009), Dramaturg, Regisseur, Intendant des Friedrichstadt-Palasts
- Andreas Lindenlaub (* 1949), Politiker (DSU) und ehemaliger Abgeordneter der Volkskammer der DDR
- Jürgen Fuchs (1950–1999), DDR-Bürgerrechtler und Schriftsteller
- Alfons Kienzle (* 1950), Politiker (CDU), Mitglied des Sächsischen Landtags

#### Ab 1951
- Hans-Jürgen Schuster (* 1951), Politiker (FDP), Abgeordneter im Sächsischen Landtag
- Uwe Zimmer (* 1951), Fachbuchautor im Bereich Bautechnik und Baustoffprüfung
- Hubert Kittel (* 1953), Designer und Hochschullehrer
- Manfred Winter (* 1954), Eisschnellläufer
- Heike Taubert (* 1958), Thüringer Sozialministerin (2009–2014), Thüringer Finanzministerin (seit 2014) (SPD)
- Petra Heß (* 1959), Thüringer Politikerin (SPD), MdL Thüringen (1999–2002) und MdB (2002–2005 und 2005–2009)
- Henry Stöhr (* 1960), Judoka
- Francesca Weil (* 1962), Historikerin
- Steffen Zipfel (* 1965), Fußballspieler
- Stephan Hösl (* 1966), Politiker (CDU, Freie Wähler), Mitglied des Sächsischen Landtages
- Martinus Richter (* 1968), Chirurg
- Sven Dietrich (* 1969), Jurist und Politiker
- Constance Rudert (* 1977), Musikerin
- Nadja Sthamer (* 1990), Politikerin (SPD), MdB
- Sebastian Hendel (* 1995), Leichtathlet
- Simon Connor Primm (* 2005), Rennfahrer

### Persönlichkeiten, die mit der Stadt in Verbindung stehen
- Georg Friedrich Spitzner (1688–1764), Amtmann in Reichenbach
- Karl von Metzsch (1804–1880), Besitzer des Ritterguts Reichenbach, Vater der dort geborenen Gustav und Georg von Metzsch-Reichenbach
- Oskar Theodor Kuntze (1827–1911), Jurist und Politiker, Bürgermeister von Reichenbach
- Carl Eduard Schubert (1830–1900), Orgelbauer
- Ernst Ahnert (1859–1944), zu seiner Zeit ein deutschlandweit bekannter Stenograf, u. a. von Reden Otto von Bismarcks und bei den Friedensverhandlungen in Versailles (1919). Ahnert erhielt an der Realschule in Reichenbach seine erste systematische Ausbildung als Stenograf[41]
- August Horch (1868–1951), Gründer von Audi, hatte in Reichenbach von 1902–1904 seine erste Fabrik[42]
- Rudolf Ladewig (1893–1945), von 1925 bis 1934 Architekt in Reichenbach, später Widerstandskämpfer und Opfer des Nationalsozialismus
- Karl Nitz (1932–2020), Judoka
- Uwe Grüning (1942–2024), Schriftsteller und Politiker (CDU), MdV (1990), MdL Sachsen (1990–, 1994–, 1999–2004), Mitglied des Sächsischen Medienrates (2004–)[43], lebte 1988–1993 in Reichenbach
- Utz Rachowski (* 1954), Schriftsteller und Dissident in der DDR